# Enrique de Melchor
Enrique Jiménez Ramírez, de nom artístic Enrique de Melchor (Marchena, Sevilla, 4 d'abril de 1950 - Madrid, 3 de gener de 2012), va ser un guitarrista flamenc espanyol.

## Trajectòria artística
Fill del guitarrista Melchor de Marchena, als 12 anys es va traslladar a Madrid. Es va formar en el tablao madrileny Los Canasteros, propietat de Manolo Caracol.
Va tocar i va gravar, entre d'altres, amb Antonio Mairena, El Lebrijano, Vicente Soto "Sordera", José Menese, José Mercé, Enrique Morente, Fosforito, Carmen Linares, El Fary, María Jiménez, Chiquetete, Rocío Jurado, Pansequito, La Perla de Cádiz i Camarón de la Isla. Va treballar durant dues temporades amb Paco de Lucía amb el qual va realitzar diverses gires internacionals.
Com a solista va tocar al Queen Elizabeth Hall de Londres, al Teatro Real de Madrid, al Gran Teatre del Liceu de Barcelona, Carnegie Hall de Nova York o The Guildhall Bath de Londres.
Des de 1978 era membre de la SGAE, amb 18 anys va rebre el Premi Nacional de la Càtedra de Flamencología de Jerez i El Castillete de Oro de La Unión (Múrcia).

## Discografia com a solista
- La guitarra flamenca de Enrique de Melchor (1977). Reeditat posteriorment DVD+llibre.
- Sugerencias (1983)
- Bajo la luna (1988)
- La noche y el día (1991)
- Cuchichí (1992)
- Herencia gitana (1996). CD+llibre partitures.
- Arco de las rosas (1999)
- Raíz flamenca (2005)

## Filmografia
- La Carmen (1975)
- Una pasión singular (2002)

## Guardons
- Premi Nacional de la Càtedra de Flamencologia de Jerez.
- Castillete de Oro de La Unión (Múrcia).
- Guardó Flamenc Calle de Alcalá.